# Reise/Camping

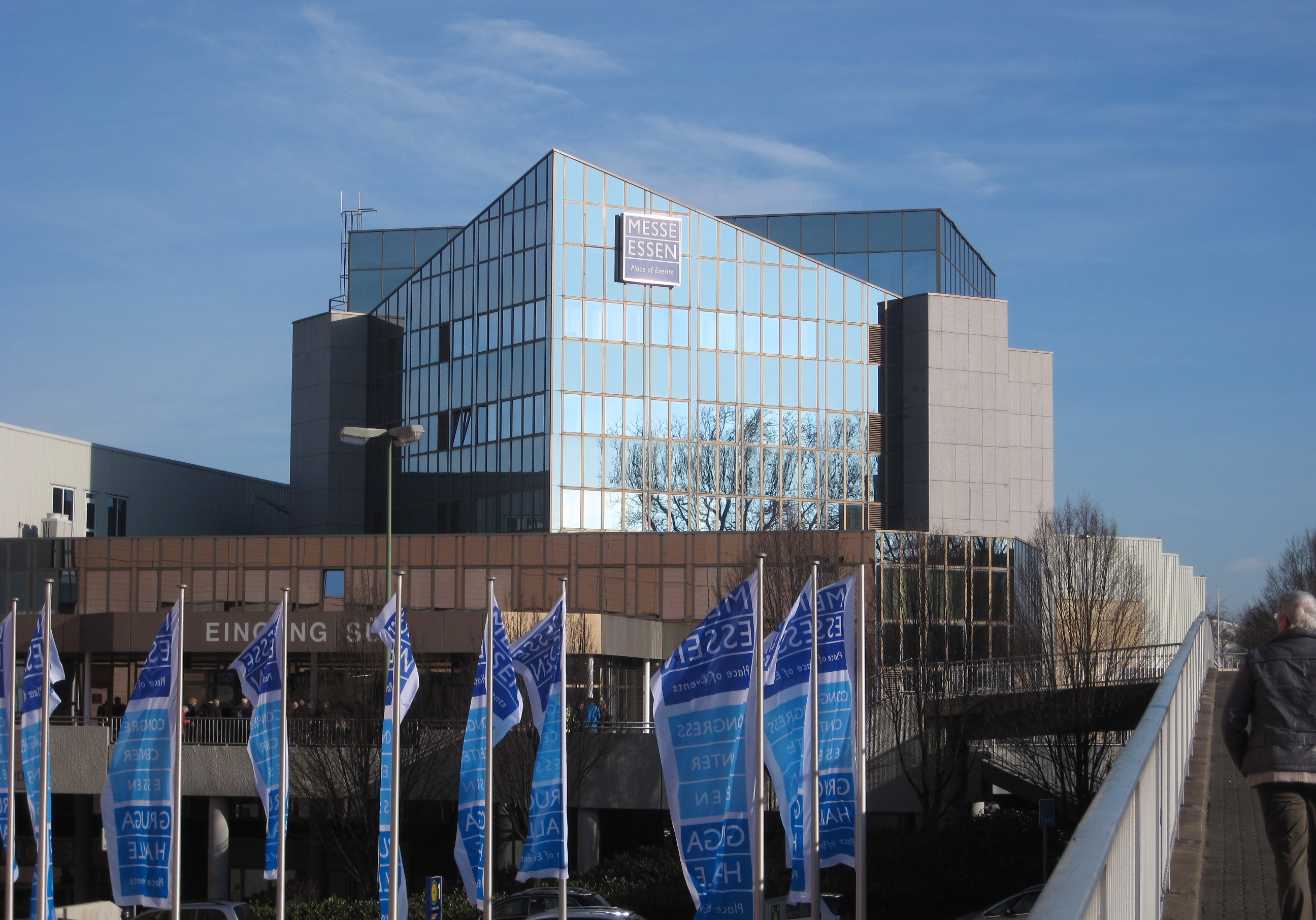
Messegebäude (Eingang Süd)

Die Reise/Camping ist eine jährlich im Frühjahr stattfindende Publikumsmesse in Essen.
Im Jahr 2010 zählte sie mit etwa 100.000 Besuchern zu einer der besucherstärksten Messen im Bereich Reise, Touristik, Camping und Caravaning in Nordrhein-Westfalen. Sie belegte 2010 mit den Bereichen Reise, Touristik, Caravaning und Camping acht Messehallen.

## Geschichte
Erstmals fand in Essen die Freizeitmesse im Jahr 1957 statt. Ideeller Träger der Reise- und Campingmesse ist seit 1958 der Deutsche Camping Club. In den letzten Jahren wurde die Reise und Camping durch verschiedene andere Messen für Ferien und Freizeit an einigen, meist den letzten Tagen, ergänzt. Weitere Hallen kommen sodann hinzu. Über 900 Aussteller beteiligten sich im Jahr 2010 an der Frühjahrsmesse.

## Einzelne Messejahre
2008 wurde die Reise/Camping am 6. Februar eröffnet.  Gleichzeitig fanden auch die Messen Golf Essen und Fahrrad Essen statt. Diese wurden zwei Tage später, am 8. Februar in den Hallen 7, 6 und 8 eröffnet. Alle Messen wurden gleichzeitig am 10. März beendet.